# Gerardo Ramírez
Juan Gerardo Ramírez Alonso (Guadalajara, Jalisco, México; 16 de mayo de 1998) es un futbolista mexicano. Juega como Lateral izquierdo y actualmente se encuentra en agente libre.

## Trayectoria

### Inicios
Inició en las categorías inferiores del Cruz Azul y Club Necaxa, jugando para la categorías sub-20.

### Estadísticas
| Club | Div           | Temporada     | Liga nacionales(1) | Liga nacionales(1) | Liga nacionales(1) | Copas nacionales(2) | Copas nacionales(2) | Copas nacionales(2) | Torneos internacionales | Torneos internacionales | Torneos internacionales | Total | Total | Total  | Media goleadora |
| Club | Div           | Temporada     | Part.              | Goles              | Asist.             | Part.               | Goles               | Asist.              | Part.                   | Goles                   | Asist.                  | Part. | Goles | Asist. | Media goleadora |
| --- | ------------- | ------------- | ------------------ | ------------------ | ------------------ | ------------------- | ------------------- | ------------------- | ----------------------- | ----------------------- | ----------------------- | ----- | ----- | ------ | --------------- |
| Lorca Deportiva · España |               |               |                    |                    |                    |                     |                     |                     |                         |                         |                         |       |       |        |                 |
| 3.ª |               |               |                    |                    |                    |                     |                     |                     |                         |                         |                         |       |       |        |                 |
| 2018-19 | 9             | 0             | 0                  | 0                  | 0                  | 0                   | 0                   | 0                   | 0                       | 9                       | 0                       | 0     | 0.00  |        |                 |
| Total club | Total club    | 9             | 0                  | 0                  | 0                  | 0                   | 0                   | 0                   | 0                       | 0                       | 9                       | 0     | 0     | 0.00   |                 |
| Stumbras · Lituania |               |               |                    |                    |                    |                     |                     |                     |                         |                         |                         |       |       |        |                 |
| 1.ª |               |               |                    |                    |                    |                     |                     |                     |                         |                         |                         |       |       |        |                 |
| 2019 | 13            | 0             | 0                  | 0                  | 0                  | 0                   | 0                   | 0                   | 0                       | 13                      | 0                       | 0     | 0.00  |        |                 |
| Total club | Total club    | 13            | 0                  | 0                  | 0                  | 0                   | 0                   | 0                   | 0                       | 0                       | 13                      | 0     | 0     | 0.00   |                 |
| Roda JC · Países Bajos |               |               |                    |                    |                    |                     |                     |                     |                         |                         |                         |       |       |        |                 |
| 2.ª |               |               |                    |                    |                    |                     |                     |                     |                         |                         |                         |       |       |        |                 |
| 2019-20 | 3             | 0             | 0                  | 1                  | 0                  | 0                   | 0                   | 0                   | 0                       | 4                       | 0                       | 0     | 0.00  |        |                 |
| Total club | Total club    | 3             | 0                  | 0                  | 1                  | 0                   | 0                   | 0                   | 0                       | 0                       | 4                       | 0     | 0     | 0.00   |                 |
| Total carrera | Total carrera | Total carrera | 25                 | 0                  | 0                  | 1                   | 0                   | 0                   | 0                       | 0                       | 0                       | 26    | 0     | 0      | 0.00            |
| (1)Incluye datos de la Tercera División de España (2018), A Lyga (2019), Eerste Divisie (2020). (2)Incluye datos de la Copa de los Países Bajos (2020). |               |               |                    |                    |                    |                     |                     |                     |                         |                         |                         |       |       |        |                 |